# Яново (Дзержинский район)
Я́ново (бел. Янава) — деревня в Боровском сельсовете Дзержинского района Минской области. Расположена в 5 километрах от Дзержинска, 52-х километрах от Минска, в 7-и километрах от железнодорожной станции Койданово.

## История
Известна в Великом княжестве Литовском с начала XVIII века, в 1710 году — 8 дворов, неподалёку располагалось одноимённое имение, владение В. Рафоловского. После второго раздела Речи Посполитой (1793 год), деревня в составе Российской империи. В 1799 году в имении проживали 12 жителей, а само имение принадлежало Т. Ваньковичу.
В середине XIX века принадлежала помещику К. Артынскому. Во второй половине XIX — начале XX века, Яново — деревня в Койдановской волости Минского уезда и в 1889 году — владение Л. Дрыжинского, насчитывалось 225 десятин земли. В 1897 году в имении Яново (оно же Михалёво) проживали 20 жителей в 2-х дворах, действовала водяная мельница. В начале XX века деревня принадлежала помещику М. Шпаковскому. С 9 марта 1918 года в составе провозглашённой Белорусской Народной Республики, однако фактически находилась под контролем германской военной администрации. С 1 января 1919 года в составе Советской Социалистической Республики Белоруссия, а с 27 февраля того же года в составе Литовско-Белорусской ССР, летом 1919 года деревня была занята польскими войсками, после подписания рижского мира — в составе Белорусской ССР.
С 20 августа 1924 года в составе Макавчицкого сельсовета Койдановского района Минского округа. С 15 марта 1932 года Койдановский район реогранизован в Койдановский национальный польский район, а 29 июня 1932 года — в Дзержинский национальный польский район. 31 июля 1937 года национальный район упразднён, а территория передана в состав Минского района. С 20 февраля 1938 года в составе Минской области, с 4 февраля 1939 года в восстановленном Дзержинском районе. 
В 1926 году, по данным первой всесоюзной переписи населения, проживали 12 жителей. В годы коллективизации организован колхоз. Во время Великой Отечественной войны с 28 июня 1941 года по 7 июля 1944 года находилась под немецко-фашистской оккупацией, на фронте погиб 1 житель. В 1960 году — деревня в составе Боровского сельсовета, проживали 20 жителей и входила в состав колхоза имени Горького (центр — д. Боровое). С 2003 года в составе СПК «Боровое-2003».

## Население
| Численность населения (по годам) | Численность населения (по годам) | Численность населения (по годам) | Численность населения (по годам) | Численность населения (по годам) | Численность населения (по годам) | Численность населения (по годам) |
| 1799                             | 1897                             | 1909                             | 1926                             | 1960                             | 1991                             | 1999                             |
| -------------------------------- | -------------------------------- | -------------------------------- | -------------------------------- | -------------------------------- | -------------------------------- | -------------------------------- |
| 12                               | ↗20                              | ↘18                              | ↘12                              | ↗20                              | ↘7                               | ↗8                               |
| 2004                             | 2010                             | 2017                             | 2018                             | 2020                             | 2022                             |                                  |
| ↘4                               | ↗6                               | ↘2                               | ↗5                               | ↘4                               | ↗8                               |                                  |